# Симона Байлз
Симона Байлз (англ. Simone Biles, нар. 4 березня 1997) — американська гімнастка, чотириразова олімпійська чемпіонка 2016 року, 19-разова чемпіонка світу (рекорд в історії турнірів), у тому числі 5-разова чемпіонка в абсолютній першості (2013, 2014, 2015, 2018, 2019). За загальною кількістю нагород з Олімпійських ігор та чемпіонатів світу (21 медаль) посідає друге місце в історії спортивної гімнастики, поступаючись тільки Ларисі Латиніній (32 медалі). Чотири елементи спортивної гімнастики названі на честь Байлз: по одному в опорному стрибку і на колоді та два у вільних вправах.

## Біографія
Симона Аріанн Байлз народилася 14 березня 1997 року в Колумбусі, штат Огайо, третьою дитиною в сім'ї. Її рідна мати, Шенон Байлз, через нарко- та алкогольну залежність, була не в змозі піклуватися за Симоною, та ще трьома дітьми — Ешлі, Тевіном та Адрією. Рідний батько Симони, Кельвін Клемонс, покинув свою сім'ю та ніколи не був присутнім у житті доньки, борючись зі своєю залежністю. Батько Шенон, Рон (дідусь Симони) та його друга дружина Неллі Каєтано Байлз, яка мала двох майже повнолітніх синів, Рона-молодшого та Адама, почали тимчасово піклуватися про дітей у 2000 році, а пізніше, у 2003 році пара офіційно усиновила двох наймолодших дітей: Симону та Адрію, а сестра Рона — двох найстарших. Прийомний батько Симони був колишнім авіадиспетчером, який служив у Повітряних силах США на базі Рандольф, що знаходиться у Сан-Антоніо, а пізніше працював у Федеральному управлінні цивільної авіації США. Неллі, яка стала прийомною мамою, емігрувала з Белізу, працювала медсестрою, а також була колишньою співвласницею чотирнадцятьох будинків престарілих у Техасі.
Симона Байлз здобула середню освіту шляхом домашнього навчання, яке вона закінчила у 2015 році. Обрала Каліфорнійський університет у Лос-Анджелесі для подальшого навчання, та оголосила про це через Twitter 4 серпня 2014 року. Симона планувала відкласти своє зарахування до літніх Олімпійських ігор 2016 року в Ріо-де-Жанейро. 29 липня 2015 року Байлз оголосила, що хоче бути професійним спортсменом, таким чином вона втратила можливість виступати у Національній асоціації студентського спорту.
За віросповіданням Симона є католичкою, окрім цього вона має громадянство Белізу, як і її мама. Вона називає Беліз своїм другим домом. Її сестра Адрія також займається гімнастикою. У грудні 2016 року Симону, а також п'ятиразову олімпійську чемпіонку з плавання Кейті Ледекі, обрали для урочистої посвяти перед спуском на воду новітнього авіаносця ВМФ США USS Enterprise (CVN-80). Вони стали першими олімпійцями, удостоєними такої честі.

## Цікавий факт
У серпні 2016 року, за даними хакерської групи Fancy Bears Hack Team, Симона Байлз здала позитивний тест на метилфенідат (психостимулятор), при цьому не порушивши антидопінгових правил, оскільки в історії хвороби спортсменки був зазначений офіційний дозвіл від WADA на застосування цих препаратів у профілактиці проблем із синдромом порушення активності та уваги.
Сама ж Байлз написала в своєму мікроблозі в Twitter, що не соромиться застосування ліків, які допомогли їй подолати труднощі концентрації уваги.

## Виступ на Олімпійських іграх 2020
На Олімпійські ігри 2020, які через пандемію коронавірусної хвороби розпочалися у Токіо лише у липні 2021 року, Симона Байлз їхала фавориткою і з настроєм виграти усе золото Олімпіади та стати найтитулованішою гімнасткою усіх часів.
Але 27 липня у фіналі командного багатоборства Симона Байлз в опорному стрибку замість Анамара в 2,5 оберти виконала стрибок Юрченко в 1,5 оберти, який коштує значно менше, і отримала за нього найнижчу серед гімнасток збірної США оцінку, після чого не вийшла на виконання наступних вправ — її замінили Джордан Чайлз (різновисокі бруси та колода) та Суніса Лі (вільні вправи). Спочатку заміну Байлз пояснили травмою, але після закінчення змагань сама Байлз спростувала інформацію про травму, пояснивши рішення не виходити на наступні снаряди «через психологічні проблеми».
28 липня 2021 року прес-служба Федерації спортивної гімнастики США повідомила, що Байлз пропустить змагання у індивідуальному багатоборстві, хоча посіла 1 місце в кваліфікаційному раунді. Потім Симона знялася ще з трьох фіналів на Олімпіаді в Токіо — в опорному стрибку, на брусах та у вільних вправах.
2 серпня 2021 року Симона Байлз, попри психологічні негаразди, вирішила виступити у фіналі останньої вправи спортивної гімнастики на Олімпійських іграх в Токіо — на колоді і 3 серпня завоювала бронзову медаль.

### Виступи на Олімпіадах
| Олімпіада  | Дисципліна         | Місце |
| ---------- | ------------------ | ----- |
| Ріо 2016   | командна першість  | 1     |
| Ріо 2016   | абсолютна першість | 1     |
| Ріо 2016   | опорний стрибок    | 1     |
| Ріо 2016   | вільні вправи      | 1     |
| Ріо 2016   | колода             | 3     |
| Токіо 2020 | командна першість  | 2     |
| Токіо 2020 | колода             | 3     |
| Париж 2024 | командна першість  | 1     |
| Париж 2024 | багатоборство      | 1     |
| Париж 2024 | опорний стрибок    | 1     |
| Париж 2024 | вільні вправи      | 2     |